# Tetrastichus mauripennis
Tetrastichus mauripennis är en stekelart som beskrevs av James Waterston 1915. Tetrastichus mauripennis ingår i släktet Tetrastichus och familjen finglanssteklar.
Artens utbredningsområde är Malawi. Inga underarter finns listade i Catalogue of Life.